# 中野オデヲン座
中野オデヲン座（なかのオデオンざ）は、かつて存在した日本の映画館である。東亜興行が新宿・歌舞伎町に進出する以前の1950年（昭和25年）12月、東京都中野区の鍋屋横丁に開館した。当初の館名は中野ロマンス座（なかのロマンスざ）であった。1979年（昭和54年）7月13日に閉館。
閉館後27年を経て、映画『地下鉄に乗って』（2006年）のなかで、撮影用セットとして外観が再現されたことで知られる。

## 沿革
- 1950年12月 - 鍋屋横丁に中野ロマンス座として開館[5][9][10][11]
- 1955年頃 - 中野オデヲン座に改称[2][8]
- 1979年7月13日 - 閉館[7]

## データ
- 所在地 : 東京都中野区本町通四丁目30番地[10]
  - 現在の東京都中野区中央四丁目1番22号[3][4] （現況はマンション「シャルムコート新中野」）

北緯35度41分53.01秒 東経139度40分14.89秒 / 北緯35.6980583度 東経139.6708028度
- 経営 : 東亜興行株式会社
- 構造 : 木造
- 観客定員数 : 不明

## 概要

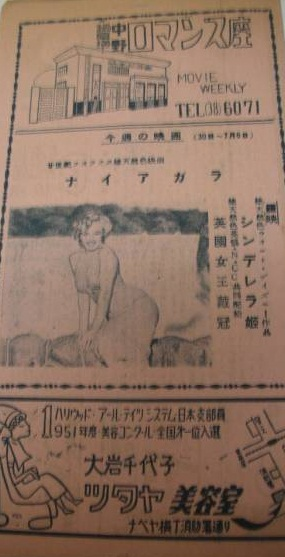
1953年（昭和28年）6月に発行された『中野ロマンス座 Movie Weekly』の表紙。

1950年（昭和25年）12月、都電杉並線鍋屋横丁電停北側に開館した。前年の1949年（昭和24年）8月、阿佐ケ谷駅北口に「阿佐谷オデヲン座」を開館して創業した高橋康友の東亜興行株式会社が、阿佐ヶ谷についで2館目に開業した映画館である。同館の当初の名称は、1954年（昭和29年）ころまでは「中野ロマンス座」であった。1957年（昭和32年）までには「中野オデヲン座」に改称している。東亜興行は、同館を開館した翌年の1951年（昭和26年）11月には「新宿オデヲン座」を開業、これは新宿区歌舞伎町に建てられた映画館としては、林以文（ヒューマックス創業者）の「新宿地球座」（のちの新宿ジョイシネマ）に次ぐ第2号であった。当時の東亜興行株式会社の本社所在地は、1955年（昭和30年）12月に歌舞伎町に「グランドビル」が建つまでの当初、阿佐ヶ谷オデヲン座にあった。
中野ロマンス座の時代から中野オデヲン座の初期にかけて、同館は、外国映画（洋画）の三番館、つまりロードショーを終えた作品をその2週後に上映する劇場で、たとえば1953年（昭和28年）6月には、同年4月18日に日本公開された『ナイアガラ』（監督ヘンリー・ハサウェイ）、前年の1952年（昭和27年）3月7日に日本公開された『シンデレラ』（監督ウィルフレッド・ジャクソンほか）、および同年6月15日に日本で公開された『女王戴冠』（監督キャッスルトン・ナイト）が三本立てで公開されている。
同館が建つ前、とくに第二次世界大戦前の中野・本町通には、1939年（昭和14年）に寄席「光風亭」から映画館に業態変更した光風キネマ（本町通一丁目26番地、中野坂上）、1923年（大正12年）の震災前に開館して焼け残った松竹キネマ直営の中野城西館（本町通四丁目8番地、現在の中央三丁目32番）、1921年（大正10年）に開館した中野館（本町通四丁目36番地、現在の中央四丁目2番）の3館が存在した。1944年（昭和19年）の強制疎開で取り壊され、あるいは空襲で焼失し、いずれも閉館した。戦後は、中野城西館のみが現在の中央3丁目25番の場所に移り、再建された。中野城西館は1960年前後には閉館しており、鍋屋横丁の映画館は同館のみになった。1961年（昭和36年）2月8日、営団地下鉄荻窪線（現在の東京メトロ丸ノ内線）が開通して新中野駅ができ、1963年（昭和38年）12月1日、都電杉並線が廃止され鍋屋横丁の電停もなくなった。
1979年（昭和54年）7月13日、閉館した。東亜興行の経営する映画館でもっとも早く閉館した映画館である。閉館後の同地は「オデヲン中野パーキング」として、東亜興行が駐車場経営を行ったが、2001年（平成13年）5月には、跡地に10階建マンション「シャルムコート新中野」が竣工、分譲された。
2006年（平成18年）10月21日に公開された映画『地下鉄に乗って』（監督篠原哲雄）は、同館が所在した鍋屋横丁を舞台のひとつとしており、そのため、静岡県伊東市銀座元町の商店街をロケセットとしたなかに、新中野駅や商店街とともに1964年（昭和39年）設定における同館が、オープンセットとして設営・再現された。